# Lambidou
Lambidou est une commune malienne, située dans le pays de la Kaarta, de l'arrondissement central de Diangounté, et du chef-lieu du cercle de Diangounté, dans la région de Nioro-du-Sahel. La commune compte dix villages, est sa superficie d'environ 830 km.

## Histoire
En mars 2023, la commune est distraite de cercle de Diéma pour être versée dans le cercle de Diangounté-Camara.

## Villages
La commune s'étend sur trois localités relevées lors du recensement général de 2009 :
- Lambidou (9 295 habitants) ;
- Koumarega (2 140 habitants) ;
- Singone (2 116 habitants) ;
- Kari (1 240 habitants).

En 2023, la loi 2023-007 attribue à la commune dix villages, fractions ou quartiers :
- Lambidou ;
- Koumarega ;
- Singone ;
- Kari ;
- Guedenguile ;
- Kénabougou ;
- Diélimagana ;
- Sansan ;
- Diembéné ;
- Diembéné ll ;

## Géographie
La commune est limitrophe au sud par la commune de commune de Madiga-Sacko,  à l'est par la commune de commune de Fatao, à l’est par la commune de commune de Djougoun, à l'ouest par la commune commune de Séféto-Nord, au nord par villages de Founto (commune de Diéoura), au nord-est par villages de Korokoro Sololambé Kationkidi (commune de Diangounté Camara).
1. ↑  Ministère de l'administration territoriale, Loi 2023-007, Portant création des collectivités territoriales en République du Mali, 13 mars 2023
2. ↑  Instat Mali, 4e RGPH 2009, Répertoire des villages, p. p.20, mars 2013
3. ↑  MATD, Annexe de la loi 2023-007 du 13 mars 2023, portant création des collectivités territoriales p. 243
4. ↑  Michael Jackson, « Limitrophes », dans Harmattan, Columbia University Press, 21 avril 2015, 1–44 p. (lire en ligne)